# S-Bahn w Hamburgu
S-Bahn w Hamburgu (niem. S-Bahn Hamburg) – system kolejowego szybkiego transportu publicznego (S-Bahn) w Hamburgu. Wraz z U-Bahn, AKN Eisenbahn i koleją regionalną tworzy trzon kolejowego transportu publicznego w mieście i okolicy. Sieć działa od 1907 roku jako system szybkiej kolei elektrycznej, znajduje się pod zarządem Deutsche Bahn i jest członkiem Hamburger Verkehrsverbund. W przeciętnym dniu pracującym S-Bahn przewozi około 750 000 pasażerów. Rocznie z usług S-Bahn korzysta do 280 milionów osób.
S-Bahn Hamburg jest jedynym systemem kolei miejskiej w Niemczech, który wykorzystuje do zasilania zarówno prąd stały (1200 V), dostarczany przez biegnącą równolegle do torów trzecią szynę, jak i prąd przemienny (15 kV, 16 2/3 Hz), dostarczany przez tradycyjną sieć trakcyjną. Większość torów jest odseparowanych od innych linii kolejowych. S-Bahn Hamburg jest zarządzana przez S-Bahn Hamburg GmbH, spółkę należącą do DB Regio.
S-Bahn w Hamburgu jest ważnym elementem transportu publicznego w mieście, ze względu na gęstą sieć i dobre pokrycie regionu metropolitalnego. Nie posiada on natomiast większego znaczenia dla ruchu regionalnego, ponieważ jego sieć obejmuje praktycznie tylko obszar miasta (z wyjątkiem linii S5).

## Linie
System S-Bahn w Hamburgu składa się z czterech linii:
| Linia | Trasa | Trasa |
| ----- | --- | --- |
| S1    | Wedel – Rissen – Sülldorf – Iserbrook – Blankenese – Hochkamp – Klein Flottbek – Othmarschen – Bahrenfeld – Ottensen – Altona – Königstraße – Reeperbahn – Landungsbrücken – Stadthausbrücke – Jungfernstieg – Hauptbahnhof – Berliner Tor – Landwehr – Hasselbrook – Wandsbeker Chaussee – Friedrichsberg – Barmbek – Alte Wöhr (Stadtpark) – Rübenkamp – Ohlsdorf                           | (pierwsze trzy wagony:) – Hamburg Airport |
| S1    | Wedel – Rissen – Sülldorf – Iserbrook – Blankenese – Hochkamp – Klein Flottbek – Othmarschen – Bahrenfeld – Ottensen – Altona – Königstraße – Reeperbahn – Landungsbrücken – Stadthausbrücke – Jungfernstieg – Hauptbahnhof – Berliner Tor – Landwehr – Hasselbrook – Wandsbeker Chaussee – Friedrichsberg – Barmbek – Alte Wöhr (Stadtpark) – Rübenkamp – Ohlsdorf                           | (ostatnie trzy wagony:) – Kornweg (Klein Borstel) – Hoheneichen – Wellingsbüttel – Poppenbüttel |
| S2    | Altona – Holstenstraße – Sternschanze – Dammtor – Hauptbahnhof – Berliner Tor – Rothenburgsort – Tiefstack – Billwerder-Moorfleet – Mittlerer Landweg – Allermöhe – Nettelnburg – Bergedorf – Reinbek – Wohltorf – Aumühle | Altona – Holstenstraße – Sternschanze – Dammtor – Hauptbahnhof – Berliner Tor – Rothenburgsort – Tiefstack – Billwerder-Moorfleet – Mittlerer Landweg – Allermöhe – Nettelnburg – Bergedorf – Reinbek – Wohltorf – Aumühle |
| S3    | Pinneberg – Thesdorf – Halstenbek – Krupunder – Elbgaustraße – Eidelstedt – Stellingen (Arenen) – Langenfelde – Diebsteich – Altona – Königstraße – Reeperbahn – Landungsbrücken – Stadthausbrücke – Jungfernstieg – Hauptbahnhof – Hammerbrook (City Süd) – Elbbrücken – Veddel (BallinStadt) – Wilhelmsburg – Harburg – Harburg Rathaus – Heimfeld (TU Hamburg) – Neuwiedenthal – Neugraben | Pinneberg – Thesdorf – Halstenbek – Krupunder – Elbgaustraße – Eidelstedt – Stellingen (Arenen) – Langenfelde – Diebsteich – Altona – Königstraße – Reeperbahn – Landungsbrücken – Stadthausbrücke – Jungfernstieg – Hauptbahnhof – Hammerbrook (City Süd) – Elbbrücken – Veddel (BallinStadt) – Wilhelmsburg – Harburg – Harburg Rathaus – Heimfeld (TU Hamburg) – Neuwiedenthal – Neugraben |
| S5    | Elbgaustraße – Eidelstedt – Stellingen (Arenen) – Langenfelde – Diebsteich – Holstenstraße – Sternschanze – Dammtor – Hauptbahnhof | (wieczorami i w innych porach małego natężenia ruchu:) – Berliner Tor |
| S5    | Elbgaustraße – Eidelstedt – Stellingen (Arenen) – Langenfelde – Diebsteich – Holstenstraße – Sternschanze – Dammtor – Hauptbahnhof | – Hammerbrook (City Süd) – Elbbrücken – Veddel (BallinStadt) – Wilhelmsburg – Harburg – Harburg Rathaus – Heimfeld (TU Hamburg) – Neuwiedenthal – Neugraben – Fischbek – Neu Wulmstorf – Buxtehude – Neukloster – Horneburg – Dollern – Agathenburg – Stade |

Uwagi:
- Składy pociągów linii S1 w kierunku północnym rozdzielane są na stacji Ohlsdorf. Przednia część pociągu (trzy pierwsze wagony) kontynuuje w kierunku lotniska (Hamburg Airport), natomiast część tylna w kierunku stacji Poppenbüttel.
- Część składów pociągów linii S5 w kierunku południowym kursuje w okresie małego natężenia ruchu wariantowo tylko do stacji Berliner Tor.
- Na odcinku Hauptbahnof – Stade składy linii S5 w kierunku południowym wykorzystują rozkładowo zmienne stacje końcowe; wszystkie pociągi docierają do stacji Neugraben, część kontynuuje dalej do stacji Buxtehude, a ograniczona liczba dalej do stacji Stade.
- Linia S4 znajduje się aktualnie w budowie, stąd nie jest ujęta w powyższym spisie.

Schemat sieci

### Dalsza rozbudowa sieci

#### Linia S4
Aktualnie trwa budowa linii S4, która połączyć ma Hamburg z Bad Oldesloe. W roku 2016 rozpoczęły się wstępne prace. Częściowe oddanie linii do użytku ma nastąpić w roku 2027, natomiast pełne w roku 2029.

## Tabor
S-Bahn w Hamburgu używa elektrycznych zespołów trakcyjnych następujących rodzajów:
- Typ 474plus, wprowadzone w latach 1996–2001 jako typ 474 (część jednostek dostosowana do użytkowania sieci trakcyjnej w 2006 roku), następnie zmodernizowane między 2015 i 2021 rokiem.
- Typ 490, wprowadzone do użycia od 2017 roku.